# FK Tukums 2000
Futbola Klubs Tukums 2000 – łotewski klub piłkarski, mający siedzibę w mieście Tukums, w północno-zachodniej części kraju. Obecnie występuje w Virslīga.

## Historia
Chronologia nazw:
- 2000: FK Tukums 2000
- 2007: FK Tukums 2000/TSS
- 2013: FK Tukums 2000/Salaspils
- 2014: FK Tukums 2000

Klub piłkarski Tukums 2000 został założony w miejscowości Tukums 20 maja 2000 roku. Od momentu powstania klub najpierw szkolił młodych chłopców i dziewczynki. W 2002 klub debiutował w rozgrywkach o Puchar Łotwy. Dopiero w 2005 dorosły zespół startował w 2. līga, gdzie wygrał grupę Zemgale, jednak potem przegrał w rundzie kwalifikacyjnym turnieju finałowego. W następnym sezonie zespół występował tylko w rozgrywkach o Puchar Łotwy. A w 2007 po połączeniu z Miejską Szkołą Sportową jako FK Tukums 2000/TSS zgłosił się do rozgrywek w 1. līga. W sezonie 2013 grał z nazwą FK Tukums 2000/Salaspils, a potem wrócił do obecnej nazwy. Po 13 latach gry na drugim poziomie Mistrzostw Łotwy, w sezonie 2019 zajął pierwsze miejsce w lidze i uzyskał historyczny awans do Virslīgi.

## Barwy klubowe, strój
| Zielony | Biały |

Klub ma barwy zielono-białe. Zawodnicy domowe spotkania zazwyczaj grają w pasiastych pionowo zielono-białych koszulkach, zielonych spodenkach oraz zielonych getrach.

## Sukcesy

### Trofea międzynarodowe
Nie uczestniczył w rozgrywkach europejskich (stan na 31-05-2019).

### Trofea krajowe
| \| \| Zdobyte trofea w rozgrywkach Łotwy (stan na: 31-12-2019) \| |                                                          |      |            |
| Rozgrywki                                                         | Osiągnięcie                                              | Razy | Sezon(y)   |
| Mistrzostwo                                                       | I miejsce                                                | 0    |            |
| Mistrzostwo                                                       | II miejsce                                               | 0    |            |
| Mistrzostwo                                                       | III miejsce                                              | 0    |            |
| Mistrzostwo                                                       | ?.miejsce                                                | 1    | 2020       |
| · Puchar                                                          | zdobywca                                                 | 0    |            |
| · Puchar                                                          | finalista                                                | 0    |            |
| · Puchar                                                          | ćwierćfinalista                                          | 2    | 2002, 2019 |
| II liga                                                           | I miejsce                                                | 1    | 2019       |
| II liga                                                           | II miejsce                                               | 0    |            |
| II liga                                                           | III miejsce                                              | 1    | 2018       |
| Łotwa                                                             | Zdobyte trofea w rozgrywkach Łotwy (stan na: 31-12-2019) |      |            |

- 2. līga (D3):
  - mistrz (1x): 2005 (gr.Zemgale)

## Poszczególne sezony

### Rozgrywki krajowe
| \| Łotwa \| Bilans występów klubu w rozgrywkach piłkarskich Łotwy (Stan na 31 maja 2019 r.) \| \| |                                                                                 |        |       |   |   |   |    |    |     |           |        |        |      |
| Poziom                                                                                            | Rozgrywki                                                                       | Sezony | Mecze | Z | R | P | B+ | B– | Pkt | Lata      | Awanse | Spadki | Naj. |
| I                                                                                                 | Virslīga                                                                        | 0      |       |   |   |   |    |    |     | od 2020   | 0      | 0      | ?    |
| II                                                                                                | 1. līga                                                                         | 13     |       |   |   |   |    |    |     | 2007–2019 | 1      | 0      | 1    |
| III                                                                                               | 2. līga                                                                         | 1      |       |   |   |   |    |    |     | 2005      | 0      | 0      | 1    |
|                                                                                                   | Puchar Łotwy                                                                    | ?      |       |   |   |   |    |    |     | od 2002   | 0      | 0      | 1/4  |
| Łotwa                                                                                             | Bilans występów klubu w rozgrywkach piłkarskich Łotwy (Stan na 31 maja 2019 r.) |        |       |   |   |   |    |    |     |           |        |        |      |

## Struktura klubu

### Stadion
Klub piłkarski rozgrywa swoje mecze domowe na Stadionie Miejskim w Tukums, który może pomieścić 1 000 widzów.

### Inne sekcje
Klub prowadzi drużyny dla dzieci i młodzieży w każdym wieku. Również funkcjonuje sekcja piłkarska dla dziewcząt.

### Sponsorzy
Sponsorem technicznym jest amerykańska firma Nike. Sponsorem głównym jest Canella.

## Kibice i rywalizacja z innymi klubami

### Kibice
Kibice klubu są zarejestrowani w stowarzyszeniu.

### Rywalizacja
Największymi rywalami klubu są inne zespoły z okolic.

### Derby
- FK Jelgava
- FK Spartaks Jurmała
- FK Venta